# Echinomuricea bicornis
Echinomuricea bicornis is een zachte koraalsoort uit de familie Plexauridae. De koraalsoort komt uit het geslacht Echinomuricea. Echinomuricea bicornis werd in 1930 voor het eerst wetenschappelijk beschreven door Hickson. 